# Mr. Lawrence
Doug Lawrence, geboren als Douglas Osowski, vaak ook Mr. Lawrence genoemd (East Brunswick (New Jersey), 1 januari 1969) is een Amerikaanse stemacteur. Hij is vooral bekend van de stem van Sheldon Plankton en vele anderen in de animatieserie SpongeBob SquarePants. Hij is tevens een stand-upcomedian, cartoonist, schrijver-regisseur, animator en producer.
- Library of Congress Control Number: no2004003848
- MusicBrainz: 6a1a4dc0-b9ac-473f-879b-b600181b52d6
- Virtual International Authority File: 2743158491032511920008